# O Fascínio
O Fascínio (portugiesisch für: Die Faszination) ist ein Filmdrama des portugiesischen Regisseurs José Fonseca e Costa aus dem Jahr 2003.
Es ist eine Adaption des gleichnamigen Romans des brasilianischen Schriftstellers und Regisseurs Tabajara Ruas (* 1942) aus dem Jahr 1997.

## Handlung
Der Immobilienunternehmer Lino Paes Rodrigues steht nach zunehmenden Finanzproblemen vor dem Ruin, als er eine unerwartete Erbschaft macht: sein Groß-Onkel hinterlässt ihm ein großes Landgut im Alentejo nahe der spanischen Grenze bei Elvas. Mit seinem Sohn Bernardo fährt er dorthin, in Erwartung, nun seine wirtschaftlichen Probleme zu lösen.
Doch auf dem Anwesen lastet ein Fluch, und was zunächst nach der Lösung seiner Probleme aussieht, stellt sich als sein Untergang heraus. Denn alte persönliche Rechnungen sind noch offen, und gespenstische Figuren und Spuren aus der Vergangenheit seiner Vorfahren umschlingen ihn immer fester. Er wird immer tiefer in Machtspiele lokaler Größen gezogen, Erinnerungen aus seiner Kindheit nehmen plötzlich von ihm Besitz, und währenddessen denkt sein Sohn nur an seinen eigenen Vorteil und ist ihm keine Hilfe.
In Lino steigt nun unaufhaltsam die Erinnerung an ein furchtbares Verbrechen aus der Frühzeit der Estado-Novo-Diktatur auf, das er längst verdrängt hatte.

## Produktion
Die Dreharbeiten begannen am 19. Mai 2003 und dauerten acht Wochen. Gedreht wurde im Alto Alentejo, zudem im ehemaligen Kloster Convento do Beato in Lissabon, im spanischen Badajoz und auf der Quinta da Conceição, einer Quinta in Azeitão.
Das Drehbuch, im Wesentlichen vom Regisseur geschrieben, basiert auf dem gleichnamigen brasilianischen Buch von 1997. Während der Roman jedoch an der brasilianisch-uruguayischen Grenze spielt, ist der Film im portugiesischen Grenzgebiet zu Spanien angesiedelt.
Der Film wurde von den Filmproduktionsgesellschaften Madragoa Filmes (Portugal), Tornasol Filmes (Spanien) und Gemini Films (Frankreich) produziert, mit finanzieller Beteiligung der Filmförderungsanstalten ICAM (heute ICA, Portugal) und Ibermedia (Spanien und Portugal), und des öffentlich-rechtlichen portugiesischen Fernsehsenders RTP.

## Rezeption
Nach einer Vorpremiere am 15. Dezember 2003 im Lissabonner Kino Alvaláxia kam der Film am 26. Dezember 2003 in die portugiesischen Kinos. Er startete mit 15 Kopien über das ganze Land verteilt (inklusive Madeira) und war mit 17.773 Zuschauern relativ erfolgreich.
Das Werk war danach für Filmpreise nominiert, so beim Filmfestival von Gramado in Brasilien und beim portugiesischen Medienpreis Globo de Ouro 2004.
O Fascínio erschien 2004 bei Lusomundo in Portugal als DVD.